# Antonio Staglianò
Antonio Staglianò (* 14. června 1959 Isola di Capo Rizzuto) je italský římskokatolický duchovní, biskup a prezident Papežské teologické akademie.

## Život
Narodil se 14. června 1959 v Isola di Capo Rizzuto.
Vstoupil do kněžského semináře v Saronno a nějaký čas pobýval také v Venegono Inferiore. Dne 20. října 1984 byl arcibiskupem Giuseppe Agostinem vysvěcen na kněze a inkardinován do diecéze Crotone. Na Papežské univerzitě Gregoriana získal doktorát z fundamentální teologie, absolvoval studium v Německu a obdržel titul z filosofie na Univerzitě Kalábrie. Byl asistentem Federazione universitaria cattolica italiana a farním vikářem v Crotone.
Roku 1994 se stal členem Kněžské rady a vedoucím arcidiecézního úřadu pro katechezi, kulturu a školství. Stejný rok byl pozván vyučovat fundamentální teologii na Papežskou univerzitu Gregoriana. Od roku 2007 byl biskupským vikářem pro kulturu a profesorem na Kalabrijském teologickém institutu, který spravuje Papežská teologická fakulta Jižní Itálie. Byl adiutor secretarii specialis při zasedání Biskupské synody v říjnu 2005.
Dne 22. ledna 2009 jej papež Benedikt XVI. jmenoval biskupem Noto. Biskupské svěcení přijal 19. března z rukou kardinála Camilla Ruini a spolusvětiteli byli arcibiskup Domenico Graziani, biskup Mariano Crociata, arcibiskup Paolo Romeo a arcibiskup Vittorio Luigi Mondello. Dne 6. srpna 2022 byl papežem Františkem ustanoven prezidentem Papežské teologické akademie a apoštolským administrátorem diecéze Noto.
Dne 23. září 2024 se stal poradcem Dikasteria pro nauku víry a v říjnu rektorem baziliky Santa Maria in Montesanto.